# リスアニ!
『リスアニ!』（Lis Ani!）は、エムオン・エンタテインメント（旧：ソニー・マガジンズ）より発行されているアニメソングの専門雑誌。2010年4月24日創刊。

## 概要
アニメソングにまつわる記事で構成される。
2000年代、オリコンチャートなど商業的にも大きな影響力を見せるようになったアニメソングだが、音楽誌や音楽番組ではスルーされており、アニメ雑誌でしか扱っていない状況だった。2009年にソニー・マガジンズに入社し「WHAT's IN?」の編集者を務めていた西原史顕がアニメ雑誌「オトナアニメ」を愛読していた事もありアニメソング関連の企画を提案した後、洋泉社「アニソンマガジン」に対抗すべくアニメソング専門雑誌の企画を検討しジェネオン・エンタテインメントのプロモーターから当時タワーレコードに勤務していた冨田明宏を紹介してもらいシンガーソングライターに留まらずクリエーターや劇伴といった多角的な観点からアニメソングを取り上げる内容を構想し、WHAT's IN?の2009年9月号に封入されたアニメソング特集の小冊子「WHAT's IN?×ANIME MUSIC」を皮切りに2010年2月にパイロット版「リスアニ! vol.00」を発売の後同年4月に創刊。雑誌名は「Anime」（アニメ）と「Listen」（聴く）を合わせるとともに、魂を込める意味の「Animated」も兼ねる形とし「魂を込めて作っている」といった意味合いを持たせた。
2015年5月発売のVol.21まで初代編集長を担当した西原史顕によると「アニソン界も邦楽と同じように大規模のライブを行なう事が定着し、幅広いファンを獲得した」事が創刊へのきっかけに繋がったと語っている。
アニメソング歌手やアニメソングを歌う声優、そしてミュージシャン・作詞家・作曲家・音楽プロデューサーなど、アニメソングに携わる人物へのインタビュー記事に力を入れている。表紙には、その号で特集されるアニメ作品のキャラクターが描かれている。また、一部の号にはCDが付録となるほか、別冊が刊行されることもある。なお、対象を女性読者に限定して編集した「女性が楽しむアニメ音楽誌」という触れ込みで、『LisOeuf♪（リスウフ♪）』が2016年5月31日付で分離創刊されている。
fripSideの八木沼悟志を審査員に迎えての歌手オーディションや、同誌の名を冠した音楽ライブ、テレビでの情報番組といったメディアミックスも展開している。
2024年3月31日には、FM802の番組『802 Palette』と共同で、「様々なアーティストの音楽の魅力を“文字（インタビュー記事）と波（電波）”で発信していく」というコンセプトの下、新たな音楽メディア『リスパレ!』を始動させた。

## イベント
2010年より「リスアニ! LIVE」シリーズを皮切りに各種音楽イベントを開催している。

### リスアニ! LIVE
2010年が初主催、初開催となった、リスアニ!主催の大規模アニメソングライブ。2010年と2020・26年を除き、日本武道館で開催される。
「Animelo Summer Live」の成長過程を見る中で、メディアの視点を入れたアニメソング専門ライブとして企画され音楽メディアならではの音のこだわりを演奏やMCで表現し歌手やクリエイターの思いを伝えるするコンセプトとし、ベストなセットリストやワンマンライブの一部を組んでもらえるよう1組毎の持ち時間を長めに設定し各歌手のライブの文脈が表現できる形とし、また全曲をバンド演奏による伴奏とし黒須克彦をバンドマスターに据え生バンドの迫力を感じてもらう趣向としている。
初代編集長の西原史顕は「編集部全体が音楽ファンの集まりである事から、当初から“本気の音楽フェス”をテーマに掲げ、日本武道館を会場にしているのもアーティストにとっての"聖地"であるから」と、本ライブの開催の意義に関して語っており、武道館の景色を感じさせることで単独での武道館公演を目指してもらう成長への狙いも込められている。
後日、BSスカパー!（「2011」より）、およびMUSIC ON! TV（BSスカパー!版より長尺）でテレビ放送される。
リスアニ! LIVE 2010
2010年12月19日に東京国際フォーラム・ホールAにて『DAY STAGE（昼公演）』、『NIGHT STAGE（夜公演）』の2公演が行われた。
出演者
DAY STAGE
- Girls Dead Monster Starring LiSA
- 飛蘭
- Kalafina
- 9nine（シークレット）
- 戸松遥
- 川田まみ

NIGHT STAGE
- Girls Dead Monster Starring LiSA
- 黒崎真音
- 高垣彩陽
- Kalafina
- 茅原実里

リスアニ! LIVE 2011
2011年12月4日に行われた。
出演者
- アイドルマスター（中村繪里子・浅倉杏美・沼倉愛美・平田宏美・下田麻美）
- earthmind
- ALTIMA
- 入野自由
- Kalafina
- 川田まみ
- 黒崎真音
- スフィア
- 南里侑香
- FLOW
- UNISON SQUARE GARDEN
- LiSA

リスアニ! LIVE 3
2013年1月26・27日に開催された。
出演者
1月26日『SATURDAY STAGE』
- THE IDOLM@STER（中村繪里子、今井麻美、若林直美、沼倉愛美）
- OLDCODEX
- 喜多村英梨
- GRANRODEO
- UNISON SQUARE GARDEN
- FLOW
- LiSA

1月27日『SUNDAY STAGE』
- 藍井エイル
- Kalafina
- 川田まみ
- 黒崎真音
- スフィア
- 竹達彩奈
- 中島愛

リスアニ! LIVE 4
2014年1月25・26日に開催。司会は吉田尚記（ニッポン放送アナウンサー）と鷲崎健。
出演者
1月25日『SATURDAY STAGE』
- アイドルマスター シンデレラガールズ（大橋彩香、五十嵐裕美、津田美波、福原綾香、内田真礼、洲崎綾、原紗友里、松嵜麗、佳村はるか）
- OLDCODEX
- 川田まみ
- 澤野弘之 [nZk]（ゲストボーカリスト：Aimer、小林未郁、AIMEE BLACKSCHLEGER）
- スフィア
- 春奈るな
- fripSide

1月26日『SUNDAY STAGE』
- 藍井エイル
- ALTIMA
- Kalafina
- 小松未可子
- 日笠陽子
- μ's
- LiSA

リスアニ! LIVE 5
2015年1月24・25日に開催。司会は24日が吉田尚記、25日が鷲崎健。今回より曲数は少ないながらも実力派アーティストを日本武道館の大舞台へと出演するチャンスを与える「Extra Arttist」パートが新設されている。
出演者
1月24日『SATURDAY STAGE』
- アイドルマスター シンデレラガールズ（大橋彩香、福原綾香、原紗友里、青木瑠璃子、上坂すみれ、洲崎綾、高森奈津美、津田美波、松嵜麗、三宅麻理恵、山本希望、佳村はるか）
- 藍井エイル
- angela
- GARNiDELiA
- 黒崎真音
- スフィア
- 新田恵海(Extra Artist)

1月25日『SUNDAY STAGE』
- Kalafina
- ClariS(Extra Artist)
- KOTOKO
- ZAQ
- fripSide
- 三森すずこ
- LiSA

リスアニ! LIVE 2016
2016年1月23・24日に開催。MCは冨田明宏。
出演者
1月23日『SATURDAY STAGE』
- THE IDOLM@STER THREE STARS!!!（中村繪里子、沼倉愛美、浅倉杏美、大橋彩香、福原綾香、原紗友里、山崎はるか、Machico、麻倉もも）
- 藍井エイル
- スフィア
- 茅原実里
- 早見沙織(Extra Artist)
- fhána
- 分島花音

1月24日『SUNDAY STAGE』
- 綾野ましろ(Extra Artist)
- 内田真礼
- Aimer
- 川田まみ
- TrySail
- fripSide
- LiSA

リスアニ! LIVE 2017
2017年1月27日から29日に開催。初の3日間開催となる。
出演者
1月27日『CROSS STAGE』
- LiSA
- Kalafina

1月28日『SATURDAY STAGE』
- 綾野ましろ
- GARNiDELiA
- 岸田教団&THE明星ロケッツ
- スフィア
- fhána
- 水瀬いのり
- 三森すずこ

1月29日『SUNDAY STAGE』
- 黒崎真音
- 田所あずさ
- CHiCO with HoneyWorks
- TrySail
- 南條愛乃
- 春奈るな
- FLOW

リスアニ! LIVE 2018
2018年1月26日から28日にかけて開催。
出演者
1月26日『FRIDAY STAGE』
- 茅原実里
- 中島愛
- 水瀬いのり

1月27日『SATURDAY STAGE』
- OLDCODEX
- GARNiDELiA
- ClariS
- CHiCO with HoneyWorks
- TrySail
- 早見沙織
- May'n

1月28日『SUNDAY STAGE』
- アイドルマスター ミリオンライブ!ミリオンスターズ（田所あずさ・愛美・雨宮天・小岩井ことり）
- 綾野ましろ
- 内田真礼
- 小松未可子
- さユり
- fripSide
- FLOW

リスアニ! LIVE 2019
2019年1月25日から27日にかけて開催され、『UPCOMING ARTISTS』枠が設けられた。
出演者
1月25日『FRIDAY STAGE』
- PENGUIN RESEARCH
- May'n
- LiSA

1月26日『SATURDAY STAGE』
- アイドルマスターSideM（仲村宗悟、高塚智人、山谷祥生、菊池勇成、益山武明、深町寿成）
- 田所あずさ
- TrySail
- 水瀬いのり
- やなぎなぎ
- ASCA（UPCOMING ARTISTS）
- 三月のパンタシア（UPCOMING ARTISTS）
- ReoNa（UPCOMING ARTISTS）

1月27日『SUNDAY STAGE』
- アイドルマスター ミリオンライブ!ミリオンスターズ（山崎はるか、伊藤美来、上田麗奈、駒形友梨）
- GARNiDELiA
- KOTOKO
- CHiCO with HoneyWorks
- 宮野真守
- JUNNA（UPCOMING ARTISTS）
- 鈴木みのり（UPCOMING ARTISTS）
- halca（UPCOMING ARTISTS）

リスアニ! LIVE 2020
2020年2月8・9日に幕張メッセイベントホールで開催された。
出演者
2月8日『SATURDAY STAGE』
- 藍井エイル
- 岸田教団&THE明星ロケッツ
- 黒崎真音
- スピラ・スピカ
- CHiCO with HoneyWorks
- TrySail
- fripSide
- 三森すずこ
- sajou no hana（UPCOMING ARTIST）

2月9日『SUNDAY STAGE』
- アイドルマスター 765プロオールスターズ（中村繪里子、若林直美、たかはし智秋、長谷川明子、沼倉愛美）
- 小倉唯
- ClariS
- スフィア
- halca
- May'n
- LiSA
- ReoNa
- 諸星すみれ（UPCOMING ARTIST）

リスアニ! LIVE 2021
2021年2月27日・28日に2年ぶりとなる日本武道館での開催となった。新型コロナウイルスの感染拡大に伴い従来より収容人数を減らし、リスアニ! LIVEとしては（リスアニ！オンラインを除くと）初めての有料配信（Stagecrowd、Streaming+、ニコニコ生放送）が実施された。
出演者
2月27日『SATURDAY STAGE』
- アイドルマスター シンデレラガールズ（青木瑠璃子、安野希世乃、小市眞琴、集貝はな、東山奈央、花井美春）
- ASCA
- 内田真礼
- スピラ・スピカ
- CHiCO with HoneyWorks
- halca

2月28日『SUNDAY STAGE』
- アイドルマスター ミリオンライブ!（Machico、稲川英里、髙橋ミナミ、平山笑美）
- 楠木ともり
- KOTOKO
- JUNNA
- 南條愛乃
- ReoNa

リスアニ! LIVE 2022
2022年1月21日から23日にかけて開催され、2019年以来の3日間開催となった。2021年同様に有料配信が行われるが、『FRIDAY STAGE』のみ配信なしとなっている。『SATURDAY STAGE』に出演予定だった降幡愛が新型コロナウイルス感染症の濃厚接触者である可能性が浮上したため、『SUNDAY STAGE』に出演予定だったKOTOKOが新型コロナウイルス感染症の陽性と判定されたため、それぞれ出演キャンセルとなった。
出演者
1月21日『FRIDAY STAGE』
- CHiCO with HoneyWorks
- BURNOUT SYNDROMES
- fhána

1月22日『SATURDAY STAGE』
- IDOLY PRIDE 星見プロダクション（橘美來、夏目ここな、宮沢小春、相川奏多、日向もか、菅野真衣、結城萌子、佐々木奈緒、高尾奏音、首藤志奈）
- 藍井エイル
- 岡咲美保
- 鈴木みのり
- halca
- 降幡愛
- May'n
- ReoNa

1月23日『SUNDAY STAGE』
- ASCA
- KOTOKO
- 東山奈央
- ナナヲアカリ
- 南條愛乃
- Machico
- 安野希世乃
- やなぎなぎ

リスアニ! LIVE 2023
2023年1月27日から29日にかけて開催された。
出演者
1月27日『EXTRA STAGE』
- 楠木ともり
- 鈴木みのり
- 降幡愛
- Liyuu

1月28日『SATURDAY STAGE』
- ストレイライト（田中有紀、幸村恵理、北原沙弥香）
- 伊藤美来
- 上坂すみれ
- 岸田教団＆THE明星ロケッツ
- 仲村宗悟
- 早見沙織
- FLOW
- ReoNa

1月29日『SUNDAY STAGE』
- ASCA
- angela
- 内田真礼
- ClariS
- KOTOKO
- JUNNA
- Who-ya Extended
- fripSide

リスアニ! LIVE 2024
2024年1月27日から28日にかけて開催された。
1月27日『SATURDAY STAGE』
- アイドルマスター シャイニーカラーズ（イルミネーションスターズ〈近藤玲奈、峯田茉優〉、コメティック〈川口莉奈、三川華月、小澤麗那〉）
- ASCA
- asmi
- 内田雄馬
- JUNNA
- SennaRin
- FictionJunction
- Myuk
- UniteUp!

1月28日『SUNDAY STAGE』
- アイドルマスター シャイニーカラーズ（放課後クライマックスガールズ〈河野ひより、白石晴香、永井真里子、丸岡和佳奈、涼本あきほ〉、ストレイライト〈田中有紀、幸村恵理、北原沙弥香〉）
- CHiCO
- TrySail
- 中島怜
- halca
- MyGO!!!!!
- 岬なこ
- UniteUp!
- Liella!

リスアニ! LIVE 2025
2025年1月24日から26日にかけて開催された。2022年以来の3日間開催となる。
1月24日『FRIDAY STAGE』
- fripSide
- プリンセッション・オーケストラ（葵あずさ、藤本侑里、橘杏咲）
- MyGO!!!!!
- Liella!

1月25日『SATURDAY STAGE』
- アルストロメリア（黒木ほの香、前川涼子、芝崎典子）
- Ave Mujica
- 内田真礼
- 岡咲美保
- 月村手毬（小鹿なお） from 初星学園
- ClariS
- May'n
- ReoNa

1月26日『SUNDAY STAGE』
- ストレイライト
- ASCA
- オーイシマサヨシ
- 結束バンド（長谷川育美、青山吉能）
- KOTOKO
- TrySail
- halca
- FLOW
- 河野ひより（シークレット）

リスアニ！LIVE 2025 ナツヤスミ
2025年7月12日から13日にかけてパシフィコ横浜 国立大ホールにて開催。
出演者
7月12日『SATURDAY STAGE』
- いきづらい部! （オープニングアクト）
- 大橋彩香
- オルケリア from プリンセッション・オーケストラ（葵あずさ、藤本侑里、橘杏咲）
- ClariS
- DIALOGUE+

7月13日『SUNDAY STAGE』
- いきづらい部! （オープニングアクト）
- アイドルマスター ミリオンライブ!ミリオンスターズ（角元明日香、駒形友梨、平山笑美、南早紀）
- ASCA
- DayRe:
- fripSide

リスアニ! LIVE 2026
2026年1月31日から2月1日にかけて幕張メッセイベントホールにて開催予定。

### リスアニ! CIRCUIT
ライブハウスでの近距離戦をテーマとしたクラブハウスイベントシリーズ。
開催履歴
リスアニ！CIRCUIT Vol.01
開催日：2011年7月8日
会場：SHIBUYA-AX
出演者
DJ：D-YAMA、kei。
アーティスト：河野マリナ and 流田Project、DECO*27（vocal.marina and とぴ）、黒崎真音、LiSA
リスアニ！CIRCUIT Vol.02
開催日：2012年7月14日
会場：LIQUIDROOM
出演者
DJ：DJ和
アーティスト：藍井エイル、河野マリナ、流田Project、やなぎなぎ、喜多村英梨
リスアニ！CIRCUIT Vol.03
開催日：2013年3月22日
会場：Shibuya O-EAST
出演者：ALTIMA、fripSide
リスアニ！CIRCUIT Vol.04
開催日：2013年9月23日
会場：新宿BLAZE
出演者
DJ：DJ和
アーティスト：ELISA、春奈るな、藍井エイル
リスアニ！CIRCUIT Vol.05
開催日：2014年3月29日
会場：TSUTAYA O-EAST
出演者
DJ：dj maroon（from ニルギリス）
アーティスト：ChouCho、GARNiDELiA、ZAQ、鈴木このみ
リスアニ！CIRCUIT@京都国際マンガ・アニメフェア2014
開催日：2014年9月20日
会場：京都市勧業館
出演者：春奈るな、分島花音、山崎エリイ、綾野ましろ
リスアニ！CIRCUIT Vol.06
開催日：2015年3月28日
会場：京都FANJ
出演者
DJ：DJ WILDPARTY
アーティスト：黒崎真音、鈴木このみ、みみめめMIMI、Ray
リスアニ！CIRCUIT Vol.07
開催日：2015年10月4日
会場：新宿BLAZE
出演者：綾野ましろ、GARNiDELiA、春奈るな、REVALCY
リスアニ！CIRCUIT Vol.08
開催日：2019年2月16日
会場：新宿ReNY
出演者：亜咲花、スピラ・スピカ、halca、和島あみ

### リスアニ! ナイト
100〜300人ほどの小規模会場で開催するアニソン系オールナイトDJイベント。
開催履歴
リスアニ!ナイト Vol.01
開催日：2014年5月16日
会場：新宿LOFT
出演者：西原史顕（リスアニ！レコMEN's）、水島精二、あゆみくりかまき、dj maroon（from ニルギリス）、MOSAIC.WAV、澄川龍一（リスアニ！レコMEN's）、松永真穂（from StylipS）、吉田尚記、冨田明宏、2 ANIMEny DJs（ミト/牛尾憲輔）
リスアニ!ナイト Vol.02
開催日：2014年10月10日
会場：新宿LOFT
出演者：西原史顕（リスアニ！レコMEN's）、2 ANIMEny DJs（ミト/牛尾憲輔）、水島精二、田所あずさ、HARD STUFF（高瀬一矢/中沢伴行）、TECHNOBOYS PULCRAFT GREEN-FUND、dj maroon（from ニルギリス）、リスアニ！レコMEN's（冨田明宏、西原史顕、澄川龍一）、DJ WILDPARTY、吉河順央
リスアニ!ナイト Vol.03
開催日：2015年1月25日
会場：新宿LOFT
出演者：西原史顕（リスアニ！レコMEN's）、流田Project、水島精二、田所あずさ、Yun*chi、松永真穂、吉田尚記、2 ANIMEny DJs（ミト/牛尾憲輔）、リスアニ！レコMEN's（冨田明宏、西原史顕、澄川龍一）
リスアニ!ナイト Vol.04
開催日：2015年7月17日
会場：新宿LOFT
出演者：あゆみくりかまき、2 ANIMEny DJs（ミト、牛尾憲輔）、DJ和、DJシーサー、鳴海杏子、ヒゲドライバー、水島精二、吉田尚記、リスアニ！レコMEN's
リスアニ!ナイト Vol.05 1st Anniversary SPECIAL EDITION
開催日：2015年9月23日
会場：恵比寿LIQUIDROOM
出演者
DJ：アニメーションラボラトリー（アニラボ）（ゲストボーカル：Prizmmy☆(Mia・Hina)、みみめめMIMI、Yun*chi）、kz(livetune)、Taque Iwasaki feat.Lotus Juice、2 ANIMEny DJs（ミト、牛尾憲輔）、DJ WILDPARTY、中村繪里子、PandaBoY、ボーダーズ（北川勝利（ROUND TABLE）×藤村鼓乃美）、水島精二、吉田尚記
VJ：KITUNE、すーすけ
リスアニ!ナイト Vol.06
開催日：2016年2月26日
会場：新宿LOFT
出演者：大用尚宏（KAKUREGA!!）（OPENING DJ、バーステージ）、ELISA(LIVE)、Q-MHz、chefoba(ANISON MATRIX!!/discloud/Anilab.)、2 ANIMEny DJs（ミト、牛尾憲輔）、TECHNOBOYS PULCRAFT GREEN-FUND、水島精二、吉田尚記、リスアニ!レコMEN's
リスアニ!ナイト Vol.07 2nd Anniversary SPECIAL EDITION
開催日：2016年9月4日
会場：恵比寿LIQUIDROOM
出演者
DJ：アニメーションラボラトリー（アニラボ）（ゲストボーカル：Prizmmy☆）、Q-MHz、Kz（Livetune+/Livetune）、小松未可子（LIVE）、DJ和、DJ'TEKINA//SOMETHING、dj maroon(ex.ニルギリス)、中村繪里子、fu_mou、水島精二、やしきん、吉田尚記、RAB（リアルアキバボーイズ）、リスアニ!レコMEN's
VJ：KITUNE、JET、VJ Routes
リスアニ!ナイト Vol.08
開催日：2017年12月1日
会場：新宿LOFT
出演者：Taku Inoue、出口博之（モノブライト）、DJ和、DJ MarGenal、中村繪里子、ヒゲドライバー、水島精二、ミト from クラムボン、吉田尚記

### リスアニ! マラソン
雑誌リスアニ！と「リスアニ！WEB」のOP&EDレビューコーナーと連動し、西原史顕編集長・澄川龍一副編集長・冨田明宏の「リスアニ！レコMEN's」3名によるトークとともに放送中の最新テレビアニメ主題歌全曲をひたすら試聴する都内某所で開催の屋内密室型イベント。正式名称は「リスアニ！レコMEN's presents アニメ主題歌マラソン試聴会 201X年Xクールの陣『キミは耐えられるか?!』 略してリスアニ！マラソン」。2012年7月から2014年11月まで実施の後、2016年にはDJ和の新作アルバムのPRイベントとして復活開催した。
開催履歴
2012年夏クールの陣
開催日：2012年7月21日
2012年秋クールの陣
開催日：2012年11月3日
ゲスト：spoon
2013年冬クールの陣
開催日：2013年5月11日
ゲスト：藍井エイル
2013年春クールの陣
開催日：2013年5月11日
2013年夏クールの陣
開催日：2013年8月17日
2013年秋クールの陣
開催日：2013年11月9日
ゲスト：黒崎真音
澄川龍一がシンガポール取材のため欠席。
2014年冬クールの陣
開催日：2014年2月23日
2014年春クールの陣
開催日：2014年5月18日
2014年夏クールの陣
開催日：2014年8月16日
2014年秋クールの陣
開催日：2014年11月15日
会場：アニON STATION 新宿店
DJ和『J-アニソン神曲祭り-パレード- [DJ和 in No.1胸熱MIX]』発売記念スペシャル試聴会「みんなでアニソン・アンセムを“聴こう！踊ろう！楽しもう！”」
開催日：2016年5月12日
DJ和「J-アニソン神曲祭り-パレード- [DJ和 in No.1胸熱MIX]」の収録楽曲試聴をメインに、アニソンクラブ事情やDJ講座等を展開するスピンオフ企画。

### LisOeuf♪Party
女性向け姉妹誌「LisOeuf♪」（リスウフ）による男性アニメソングアーティストを集めたライブイベント。2016年より開催。
開催履歴
LisOeuf♪ Party 2016 -WINTER-
開催日：2016年12月6日
会場：TOKYO DOME CITY HALL
出演：THE DU（オープニングアクト）、OSIRIS (from バンドやろうぜ！)、SCREEN mode、高橋直純、ツキクラ、DearDream、野島健児、PENGUIN RESEARCH
LisOeuf♪ Party 2017 -AUTUMN-
開催日：2017年11月4日
会場：日本青年館ホール
出演：アイドルマスター SideM（仲村宗悟、高塚智人、野上翔、中田祐矢、益山武明、寺島惇太、矢野奨吾、汐谷文康）、オーイシマサヨシ、阪本奨悟、佐香智久、DearDream、野島健児、畠中 祐

### リスアニ!PARK
音楽ライブ、DJ・VJプレイ、ブース展示などを複合展開する回遊型イベント。2017年開始。
開催履歴
リスアニ!PARK Vol.01
会場：STUDIO COAST
開催日：2017年8月12日
出演
- CIRCUITエリア ステージ1：(K)now_NAME（立花綾香、睦月周平、川島弘光、一ノ瀬久）、井口裕香、ORESAMA、新田恵海、MYTH & ROID
- CIRCUITエリア ステージ2：D-YAMA、中村繪里子、高瀬一矢、みとさとろっく
- ナイトエリア：アニメーションラボラトリー（アニラボ.）、DJ WILDPARTY、吉田尚記、出口博之（モノブライト）、水島精二、Hifumi,inc. CreatorS、RAB（リアルアキバボーイズ）、DJ和
- PARKエリア：白石稔、DJあーりぃØ a.k.a 愛原ありさ（アース・スター ドリーム）、DJけいたん from RAB（リアルアキバボーイズ）、DJシーザー、DJ HACK、MONICO、RAB（リアルアキバボーイズ）

リスアニ!PARK Vol.02
会場：STUDIO COAST
開催日：2018年6月17日
出演
- CIRCUIT STAGE 01：石原夏織、岸田教団&THE明星ロケッツ、KOTOKO with KOTOKO BAND、ZAQ、新田恵海、山崎はるか、YURiKA
- CIRCUIT STAGE 02：Taku Inoue、DJ WILDPARTY、Q-MHz（畑 亜貴、田代智一、田淵智也）、kz(livetune)
- ナイトSTAGE：jumeaux（オープニングDJ）、アニメーションラボラトリー（アニラボ.）、D-YAMA、出口博之、DJ和、中村繪里子、Hifumi,inc. CreatorS（fu_mou、y0c1e、彦田元気）、水島精二、吉田尚記、u-z（VJ）、u-z
- GAME STAGE：RAB（リアルアキバボーイズ）ダンスステージ、EQリーグin リスアニ！PARK Vol.02エキシビジョンマッチ（出演：石田晴香、山口百恵、ジョリー惑星フラポテおおた、みょん、白河優菜、福田朱子ほか）、「レイヤードストーリーズ ゼロ」スペシャルトークステージ『レイゼロミュージックトーク』（出演：海弓シュリ、レイヤードストーリーズゼロ音楽制作チーム）、DJけいたん from RAB（リアルアキバボーイズ）DJステージ

### リスパレ! LIVE
リスアニ！とFM802によるライブイベント。2024年開始。

## 関連テレビ番組

### リスアニ!TV
『リスアニ!TV』（リスアニ ティービー）は、MUSIC ON! TV制作で2012年4月6日から2017年3月まで放送されていたアニメソング系の音楽情報番組。地上波ではTOKYO MXに加え、2015年4月よりKBS京都でもネット開始。MUSIC ON! TVのみの特別番組が放送される事もある。2016年3月をもってKBS京都でのネットを終了し、翌4月から毎日放送でネットを開始。2017年3月で放送終了。後継番組は『LisAni!NAVI』（毎日放送除く）。
蒼樹うめがデザインしたオリジナルのマスコットキャラクター・「アニーちゃん」（声 - 五十嵐裕美）とリス（名前はなし。声 - 松嵜麗）が番組を進行する。また、ナレーションは浜田賢二が担当している。
2019年11月14日から2020年8月13日まで、毎週木曜日19時から動画配信サービス「Paravi」で『リスアニ！TV+（プラス）』が配信されていた。

#### 主なコーナー
- アーティスト特集（番組開始 - 2014年3月）→リスアニ!PREMIUM
  - 新曲をリリースする旬のアーティストに、インタビューを行う。2週に分けて前編及び後編と放送されていたが、2015年4月期下旬の放送分から「リスアニ!VOICE」を穴埋めする形で1週にて完結する形となった。
  - また、2013年から1月第1週の放送は全編スフィアが出演し、「芸能人格付けチェック」のパロディ企画を行う。
- リスアニ!ニュース
  - アニメソングに関する最新情報を贈る。「アーティスト特集」と同様に、アーティストへのインタビューが挿入されることもある。

#### 過去
- リスアニ!チャート（番組開始 - 2014年3月）
  - 番組が独自に集計したアニメソングのランキング（ベスト10）を発表。

- リスアニ!サーチ（番組開始 - 2014年3月）
  - アニメ音楽の最前線で活躍するクリエーターの証言をもとにアニメ音楽のシーンを紐解いていく。

- リスアニ!VOICE（番組開始 - 2015年4月上旬）
  - アニメ音楽に関わる人たちの「声」をお届けする撮り下ろしインタビューコーナー。「リスアニ!PREMIUM」と内容が重複した事により廃止された。

- リスアニ!CAFE（2014年4月 - 2015年3月）
  - 話題のアニメ作品に関わる人たちが楽しくおしゃべりをするお茶会。「リスアニ!VOICE」との入れ替え制にて不定期での放送となっていた。

| かなだけ 〜ONLY KANA〜                                  | 2012年4月 - 6月             | 花澤香菜によるコーナー。野球観戦や下町散策、料理作りなど、さまざまな企画があった。 |
| 魁!八木沼塾                                             | 2012年4月 - 5月             | fripSideの八木沼悟志が楽曲の制作方法について指南するコーナー。 |
| キタエリプロデュース                                    | 2012年7月 - 9月             | 喜多村英梨によるコーナー。色んな物をこだわりぬいて作っていく。 |
| 放課後ラブライブ!                                       | 2012年11月 - 2013年1月第1週 | ラブライブ!のテレビアニメが2013年1月から放送されるのに伴い、放送前にμ'sのことをよく知ってもらうためその奮闘ぶりを追いかけていく。 ただし南條と三森は多忙のため、別撮りによる出演。 2014年のアニメ第2期放送時には、前述の「リスアニ!PLEMIUM」内で「放課後ラブライブ!リターンズ」として1度だけ放送。 |
| みかこっそり探検隊                                      | 2013年1月 - 3月             | 小松未可子が様々な現場を訪れ、こっそり探検するコーナー。 リスアニTV内での放送に加え、コーナー終了に伴う解散式と称したイベントの模様が、特別番組として2013年4月にMUSIC ON!TVで独占放送された。 |
| 上坂すみれのすみれ百景                                  | 2013年4月 - 6月             | カメラ片手に街を散歩し、気になった風景を撮影し最終的に46音のオリジナルかるたを作るコーナー。 |
| みもりんのなつやすみ                                    | 2013年7月 - 9月             | 三森すずこが多忙のためなかなかオフが取れない自身のために番組が夏休みにしかできないことを用意し、体験してもらう。 続編の「みもりんのはるやすみ」と合わせてDVD化されている。 |
| 入門!道場ルノ                                           | 2013年10月 - 12月           | “ナンジョルノ”こと南條愛乃が、“バラエティ修行”に挑む企画。 |
| 井口裕香のゆかいなおさんぽ                              | 2014年1月 - 3月             | なんとなく聞いたことがあるけれどわざわざ行かないスポットを練り歩く。 |
| 内田真礼のINNOCENT★DIARY                                | 2014年4月 - 6月             | 『創傷イノセンス』で歌手デビューを果たした内田の活動に密着する。 |
| 雨宮天のおひとりサマー                                  | 2014年7月 - 9月             | 性格がちょっと引きこもりがちな「おひとりさま」の達人の雨宮が様々な夏のイベントを楽しんでいく。 |
| 新田恵海の“恵海の幸”                                    | 2014年10月 - 12月           | 旬の食材をおいしく食べて、幸せ気分をおすそ分けするコーナー。 |
| アイドルマスター シンデレラガールズの魔法の時間に輝いて | 2015年1月 - 3月             | メンバーが週替わりで登場し、限られた時間”シンデレラタイム”（3分）の中で、様々な課題にチャレンジしていくコーナー。 |
| みもりんのはるやすみ                                    | 2015年4月 - 5月             | 2013年7月期に放送された「みもりんのなつやすみ」の春休みバージョン。 |
| 早見沙織の希望のみち                                    | 2015年6月 - 7月             | 『やさしい希望』でアーティストデビューを果たした早見の活動に密着。レコーディングやPV撮影などを追いかけたドキュメント。 |
| 南條一間 ～じじいとわたしの60日～                       | 2015年8月 - 9月             | とある一間に暮らす声優デビュー10周年を迎えた南條愛乃と、そこに住みつくおばけのじじい（声：鷲崎健）が繰り広げる、60日間の記録を毎週放送。南條の2ndアルバム「Nのハコ」の初回限定盤の特典Blu-Ray・DVDに収録。                                                                                         |
| スフィアのLet' sダンスフィア!                           | 2015年10月 - 11月           | 18thシングル「DREAMS, Count down!」ミュージックビデオのダンス振り付けをレクチャーしながら、視聴者から寄せられた同曲のダンス動画を紹介する。スフィアのライブ映像ソフト「phere music story 2015 DREAMS,Count down!!!! LIVE BD」の一部店舗での特典としてDVD化された。                                 |
| 大橋彩香のヒトリニナリタイ                              | 2015年12月                  | 2015年12月9日にシングル「ヒトツニナリタイ」をリリースした大橋が、タイトルにちなんでひとり遊びを極める。 放送回数が3回と最少だった。 |
| 田所あずさの純真こども相談室                            | 2016年1月                   | 2016年2月10日に「純真Always」をリリースする田所が子供の悩みに純真な気持ちで相談に乗り、純真さを取り戻してもらう。 前枠「大橋彩香のヒトリニナリタイ」と同じく放送回数が3回と最少だった。「リスアニ!HOPE」としての最終企画となった。                                                                 |
| ラブライブ!サンシャイン!!浦の星女学院放送委員会         | 2016年10月 - 12月           | 「ラブライブ!サンシャイン!!」テレビアニメ第1期全13話をAqoursのメンバーで振り返る。 |

#### スタッフ
- 構成 - 大熊智
- アシスタントディレクター - 土屋恭平
- ディレクター - 上田真紀子、橋本侑次朗、杉山弘樹、赤祖父良彦
- アシスタントプロデューサー - 古川奈保子
- プロデューサー - 外村敬一、酒井智和、塚本聡
- スーパーバイザー - 澄川龍一（リスアニ! 編集長）
- 企画 - 木内隆之、皆川孝徳、河口義一
- 制作 - MUSIC ON! TV、biogon pictures
- 製作著作 - リスアニ! プロジェクト

##### 過去
- アシスタントディレクター - 植田智人
- ディレクター - 池田圭太、山崎益範、山田涼太郎
- スーパーバイザー - 西原史顕（リスアニ! 編集長）

#### 放送局
| 放送地域   | 放送局                    | 放送期間                     | 放送日時                     | 放送系列 /放送種別 | 備考                    |
| 1st Season | 1st Season                | 1st Season                   | 1st Season                   | 1st Season         | 1st Season              |
| ---------- | ------------------------- | ---------------------------- | ---------------------------- | ------------------ | ----------------------- |
| 東京都     | TOKYO MX                  | 2012年4月6日 - 2013年3月29日 | 金曜 0:00 - 0:30（木曜深夜） | 独立局             | E!TV枠                  |
| 日本全域   | MUSIC ON! TV（エムオン!） | 2012年4月6日 - 2013年3月29日 | 金曜 23:00 - 23:30           | CS放送             | 制作局 リピート放送あり |
| 2nd Season |                           |                              |                              |                    |                         |
| 東京都     | TOKYO MX                  | 2013年4月5日 - 2014年3月28日 | 金曜 23:30 - 土曜 0:00       | 独立局             | E!TV枠                  |
| 日本全域   | MUSIC ON! TV（エムオン!） | 2013年4月8日 - 2014年3月31日 | 月曜 0:00 - 0:30（日曜深夜） | CS放送             | 制作局 リピート放送あり |
| 3rd Season |                           |                              |                              |                    |                         |
| 東京都     | TOKYO MX                  | 2014年4月5日 - 2015年3月28日 | 土曜 23:00 - 23:30           | 独立局             | E!TV枠                  |
| 日本全域   | MUSIC ON! TV（エムオン!） | 2014年4月6日 - 2015年3月30日 | 月曜 2:00 - 2:30（日曜深夜） | CS放送             | 制作局 リピート放送あり |
| 4th Season |                           |                              |                              |                    |                         |
| 東京都     | TOKYO MX1                 | 2015年4月4日 - 2016年3月26日 | 土曜 23:00 - 23:30           | 独立局             | [ 注 9 ]                |
| 京都府     | KBS京都                   | 2015年4月5日 - 2016年3月27日 | 日曜 0:00 - 0:30（土曜深夜） | 独立局             | [ 注 10 ]               |
| 日本全域   | MUSIC ON! TV（エムオン!） | 2015年4月6日 - 2016年3月28日 | 月曜 2:00 - 2:30（日曜深夜） | CS放送             | 制作局 リピート放送あり |
| 5th Season |                           |                              |                              |                    |                         |
| 東京都     | TOKYO MX1                 | 2016年4月2日 - 2017年3月25日 | 土曜 23:00 - 23:30           | 独立局             | [ 注 9 ] [ 注 11 ]      |
| 近畿広域圏 | 毎日放送                  | 2016年4月6日 - 2017年3月29日 | 水曜 3:30 - 4:00（火曜深夜） | TBS系列            | 『アニメ特区』第3部     |
| 日本全域   | MUSIC ON! TV（エムオン!） | 2016年4月7日 - 2017年3月30日 | 木曜 4:00 - 4:30（水曜深夜） | CS放送             | 制作局 リピート放送あり |

### LisAni!NAVI
『LisAni!NAVI（リスアニ!ナビ）』は2017年4月より開始の『リスアニ!TV』の後継番組。TOKYO MXでの2018年6月30日放送分およびMUSIC ON! TVでの7月3日初回放送分をもって休止したが、9月11日よりMUSIC ON! TVのみ放送再開した。MUSIC ON! TVでの2019年3月25日初回放送分をもって、前身番組を含め7年（中断期間含む）で放送終了となった。なお、後継番組はない。

#### スタッフ
- 制作 - MUSIC ON! TV

#### 放送局
| 放送地域   | 放送局                    | 放送期間                       | 放送日時                     | 放送系列 /放送種別 | 備考 |
| 1st Season | 1st Season                | 1st Season                     | 1st Season                   | 1st Season         | 1st Season |
| ---------- | ------------------------- | ------------------------------ | ---------------------------- | ------------------ | --- |
| 東京都     | TOKYO MX1                 | 2017年4月1日 - 2018年6月30日   | 土曜 23:00 - 23:30           | 独立局             | 2018年7月より同枠で「22/7 計算中」が放送開始された為[要出典]、打ち切りとなった（当番組はBS11でも放送されている）。 なお、別のアニソン番組が2019年1月を以て事実上終了となった。 |
| 日本全域   | MUSIC ON! TV（エムオン!） | 2017年4月4日 - 2018年7月3日    | 火曜 3:00 - 3:30（月曜深夜） | CS放送             | 制作局 リピート放送あり |
| 2nd Season |                           |                                |                              |                    | |
| 日本全域   | MUSIC ON! TV（エムオン!） | 2018年9月11日 - 2019年3月25日  | 火曜 2:30 - 3:00（月曜深夜） | CS放送             | 制作局 リピート放送あり |
| 京都府     | KBS京都                   | 2018年10月14日 - 2019年3月31日 | 日曜 23:30 - 翌0:00          | 独立局             | 約1年半ぶりに関西での放送再開。 KBS京都での放送は『リスアニ!TV』時代を含め2年6ヶ月ぶり。                                                                                       |